# 大地のうた
『大地のうた』（だいちのうた、ベンガル語: পথের পাঁচালী IPA: [pɔtʰer pãtʃali]、ラテン文字表記: Pather Panchali）は、サタジット・レイ監督による1955年のインド映画であり、ベンガル語の映画。原作はビブティブション・ボンドパッダエの小説。

## 概要
サタジット・レイの監督デビュー作。

## ストーリー
舞台はインドのベンガル地方。とある一家の家長であるハリハールは、名家の出身でヒンドゥー教の僧侶としての資格を持っているが、貧困に苦しんでおり、雇い主の給料未払いに対して文句も言えず、妻は従姉の盗み食いに対して癇癪を起こす有様であった。また、一人娘のドガは近所の老婆を憐れんで食べ物を近所の農園から盗んでは恵んでいた。
ある日、一家に長男のオプーが誕生し、オプーは様々な経験をしながら育っていく。しかし、一家の貧困に変わりはなかった。ある日、ハリハールは葬式のために町へと向かうが、葬式は無くなってしまい、出稼ぎのために町に留まることにする。しかし、その間にドガが死んでしまう。稼ぎを持って帰ってきたハリハールは娘の死にショックを受けると、周囲の反対を押し切り、住み慣れた村を離れて都会へ出ることを決意するのであった……。

## キャスト
- スビル・バネルジー（英語版）
- カヌ・バネルジー（英語版）
- カルーナ・バネルジー（英語版）
- チェニバラ・デビ
- ウマ・ダス・グブタ

## 製作
広告会社の仕事で赴任していたイギリスから帰国したサタジットは、ボンドパッダエのベンガル語の古典的教養小説で、ベンガルの村で育った少年オプーの半生を描く作者の自伝的小説『大地のうた』を原作として、初めての映画監督作品に取りかかることにした。サタジットはロンドンからインドへ帰る航海中に書き始めたシナリオと数百枚のデッサンを抱えて数人のプロデューサーと掛け合ったが、誰もこの企画に関心を持とうとはしなかった。それでもサタジットは生命保険から資金を出して、1952年にようやく撮影を開始した。スタッフは、サタジットの友人で後年まで仕事を共にしたカメラマンのスブラタ・ミットラと美術監督のバンシ・チャンドラグプタの両者を除くと未経験者ばかりで、俳優もほとんどが素人だった。
サタジットはまだ広告会社の仕事を続けていたため、休みの週末にしか『大地のうた』の仕事を進めることができなかった。自己調達で賄ったほんの少額の製作資金もすぐに使い果たしてしまい、相変わらず出資者も見つからなかったため、約1年半も製作を中断することになった。その後、サタジットの母親と共通の友人がいた西ベンガル州首相のビダン・チャンドラ・ロイの計らいにより、政府から分割払いで融資を受けることになった。政府はシナリオがあまりにもペシミスティックだという理由で、ハッピーエンドにするように要求したが、サタジットはこれを拒絶し、それにもかかわらず融資は受けた。また、1954年にサタジットはニューヨーク近代美術館（MoMA）のディレクターのモンロー・ウィーラーにフィルムの一部を見せた。これに感銘を受けたウィーラーは、サタジットに仕上げ資金を送り、MoMAで上映できるようにした。さらに『王になろうとした男』のロケ場所をインドで探していたジョン・ヒューストンもフィルムを見て、「大いなる才能が海のむこうにいる」と語った。

## 評価
『大地のうた』は3年もの時間をかけてようやく完成し、1955年5月にMoMAで初公開され、8月にインド国内で劇場公開された。作品は国際的に高い評価を受け、ベンガル語圏や欧米では興行的にも大成功を収めた。ザ・タイムズ・オブ・インディア紙は「他のインド映画と比べるなどとんでもない...『大地のうた』は純粋たる映画である」と賞賛の評を書き、イギリスでもリンゼイ・アンダーソンが熱烈な批評を書いた。更に日本では黒澤明にも激賞されたが、中にはフランスのフランソワ・トリュフォーが鑑賞後に「私は農民らが手で食事をするような映画は見たくない」と語ったように批判もあった。アメリカでは、当時最も権威のあった映画批評家ボズレー・クラウザーがニューヨーク・タイムズに「この映画を楽しむには忍耐が必要だ」と仮借のない批評を書き、アメリカでの配給元はクラウザーの批評で興行は上手くいかないと恐れたが、公開されると8ヶ月ものロングランを記録した。また、翌1956年の第9回カンヌ国際映画祭ではヒューマン・ドキュメント賞を受賞した。